# John Egerton (évêque)
John Egerton (30 novembre 1721 - 18 juin 1787) est un membre du clergé de l'Église d'Angleterre de la famille Egerton qui devient évêque de Durham.

## Biographie
John Egerton est le fils de Henry Egerton, évêque de Hereford, de Lady Elizabeth Ariana Bentinck, fille du comte de Portland. Après avoir étudié au Collège d'Eton et à Oriel College, Oxford, il suit son père dans la carrière ecclésiastique et est ordonné prêtre le 22 décembre 1745. Le 23 du même mois, son père l'envoie au presbytère de Ross-on-Wye. Le presbytère de Ross est sa résidence préférée pendant une grande partie de sa vie, dans laquelle il a souvent invité des amis et des membres de la famille. Ayant fait construire un bateau, il commence à emmener ses visiteurs le long de la rivière Wye, promenades qui sont devenues très populaires. Egerton fut plus tard reconnu comme "le père du voyage dans le Wye" .
Il devient plus tard évêque de Bangor de 1756 à 1768, période au cours de laquelle il suscite la controverse en nommant Thomas Bowles, un prêtre qui ne parlait pas le gallois, dans une paroisse où presque personne ne parlait l'anglais. L'affaire n'est déférée à la justice qu'après la nomination d'Egerton comme évêque de Lichfield (1768-1771). Après avoir précédemment refusé la primauté de l’Irlande, il succède à l’évêque de Durham et occupe ce poste jusqu’à sa mort en 1787. À Durham, il montre un talent pour la conciliation dans la promotion de la paix et de la prospérité dans le comté divisé par des élections et dans la ville déchirée par des conflits. Il encourage également les travaux publics dans le comté: il favorise la fermeture de Walling Fen; aidé matériellement à la reconstruction d'un pont sur la Tyne entre Newcastle et Gateshead; et en 1780, accorde une nouvelle charte à la ville de Durham. En outre, il apporte de nombreuses améliorations aux palais épiscopaux et est un partisan libéral de nombreuses institutions religieuses et éducatives .

## Famille
Il est le fils aîné de Henry Egerton, lui-même un fils cadet de John Egerton (3e comte de Bridgewater). Le 21 novembre 1748, il épouse sa cousine, Lady Anne Grey, fille d'Henry Grey (1er duc de Kent). Ils ont quatre enfants, dont l'un est mort en bas âge; les trois autres sont :
- Amelia (1751–1809), épouse Abraham Hume (2e baronnet)
- John Egerton (7e comte de Bridgewater) (1753-1823)
- Francis Egerton (8e comte de Bridgewater) (1756-1829)

Lady Anne décède en 1780 et, le 31 mars 1782, Egerton épouse Mary Boughton, une sœur de Sir Edward Boughton. Egerton meurt en 1787 et le titre de comte de Bridgewater, titre subsidiaire de son cousin sans enfant, le 3e duc de Bridgewater) est passé plus tard à son fils aîné en 1803.